# Серцевидка їстівна
Серцевидка їстівна (Cerastoderma edule) — вид морських двостулкових молюсків родини Серцевидкові (Cardiidae).

## Опис

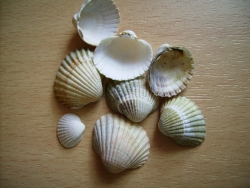
Черепашки сердцевидок

Черепашка сердцевидок зазвичай досить товстостінна, овальна або округла, з верхівками різною мірою зрушеними до переднього кінця. Поверхня покрита різкими радіальними ребрами. Міжреберні проміжки гладкі. Забарвлення раковин зазвичай сірувато-буре або світло-буре.
Довжина досягає 55 мм, висота — 40 мм, ширина — до 32 мм.

## Спосіб життя

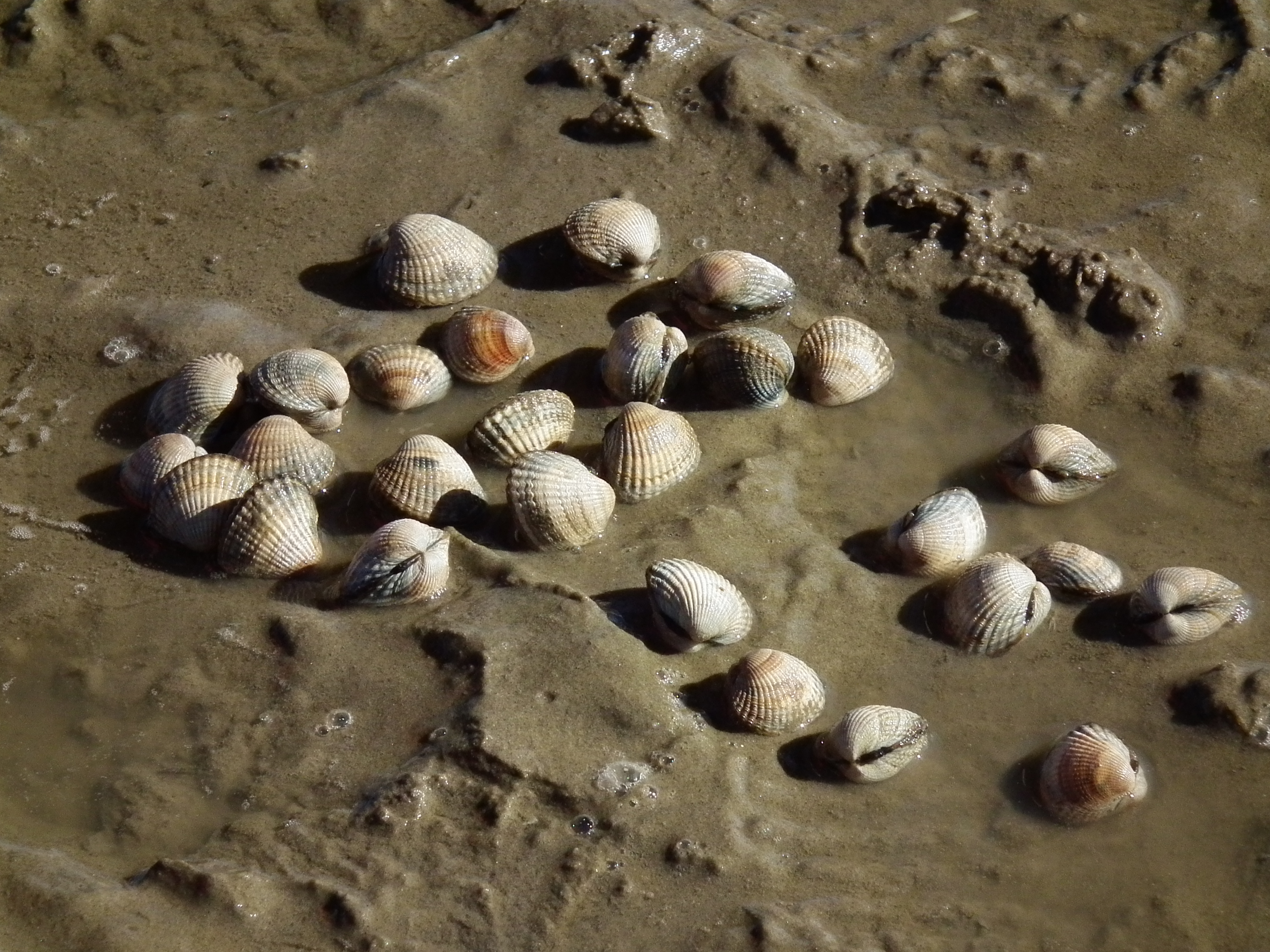
Серцевидки на літоралі Північного моря

Сердцевидки зустрічаються на мулких і піщаних ґрунтах. Поселення даного молюска виявляються в широкому діапазоні глибин — від субліторалі до середнього горизонту літоралі. Щільність поселення в популяціях, розташованих зблизька географічного оптимуму (атлантичний берег Франції), може досягати 2 500 екземплярів. Тварини зариваються на глибину 5-7 см, на ґрунтах з високим вмістом пелітів зустрічаються прямо біля поверхні.
Планктонна личинка розвивається 3-5 тижнів, при осіданні довжина її черепашки становить приблизно 280 мкм. Приблизно до 3 років у молюсків залишається здатність до утворення бісусу, який забезпечує закріплення в ґрунті.
Живиться молюск, фільтруючи зябрами харчові частки з води, що засмоктується ввідним сифоном. При цьому основним джерелом їжі дорослих молюсків виявляються зважені у воді органічні частки, тоді як молодь живиться переважно одноклітинними донними водоростями.

## Поширення
Сердцевидка їстівна поширена біля західного і північного берегів Європи, а також у Балтійському, Середземному, Чорному, Каспійському і Аральському морях (у два останні проникла в той час, коли вони з'єднувалися з Чорним).

## Значення

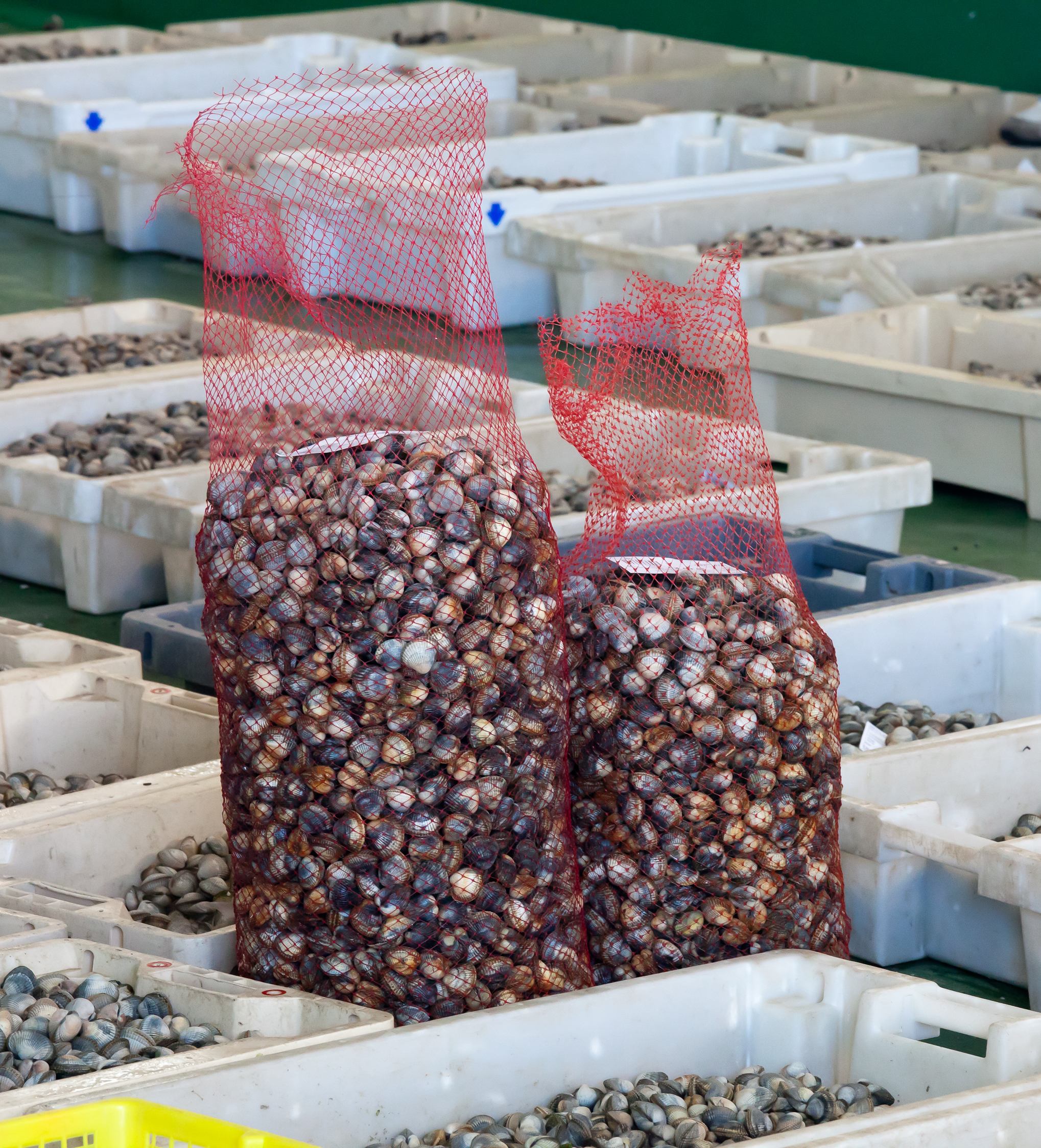
Серцевидки на рибному базарі в Іспанії

Сердцевидка їстівна як і ряд інших видів серцевидок має промислове значення в Атлантиці, в Західній Європі їх споживають в їжу.
У Чорному морі ж зустрічається все рідше і рідше, живих молюсків давно вже не знаходять.